# Železniční nehoda v Szárazrétu
Železniční nehoda v Szárazrétu se stala 9. září 1982. Došlo k ní na železničním přejezdu ve čtvrti Szárazrét v Maďarském městě Székesfehérvár. 
Mezinárodní rychlík č. 2237, vedený lokomotivou M40-004, zde v rychlosti 98 km/h srazil autobus Ikarus 280 plný školáků vracejících se z místní základní školy. Náraz autobus roztřetil a kus odhodil do pole poblíž přejezdu. 

## Příčina a následky nehody
V den nehody bylo přejezdové zabezpečovací zařízení v poruše. Sedmapadesátiletý řidič autobusu Jószef před přejezdem nezastavil a pokračoval v jízdě bez rozhlédnutí zrovna v době, kdy přes Szárazrét projížděl zmiňovaný mezinárodní rychlík. Při nehodě zahynulo 16 lidí, především dětí, a dalších 6 utrpělo těžká nebo střední zranění. 
Jeden z pomáhajících policistů nalezl mezi mrtvými své dítě.
V reakci na nehodu byl natočen výukový film Vigyázat! Vasúti átjáró! (Pozor! Železniční přejezd!) a poblíž přejezdu byl zřízen pomník.